# Peter Marshall
Peter Marshall (ur. 9 marca 1982), amerykański pływak, wielokrotny medalista mistrzostw świata na krótkim basenie.

## Sukcesy

### Mistrzostwa świata (basen 25 m)
- 2002 Moskwa -  (sztafeta 4 x 100 m dowolnym)
- 2002 Moskwa -  (sztafeta 4 x 100 m zmiennym)
- 2002 Moskwa -  (50 m grzbietowym)
- 2002 Moskwa -  (100 m grzbietowym)
- 2004 Indianapolis -  (50 m grzbietowym)
- 2008 Manchester -  (50 m grzbietowym)